# 桃園捷運藍線
藍線(あいせん Blue Line)は、桃園市大園区の桃園国際空港（当時の名称は中正国際空港）と中壢区を結ぶ桃園捷運の捷運路線として計画されたが、大部分が桃園機場捷運の事業計画に統合された。当時は下記の路線により構成されていた。
- 本線：機場第二航廈駅 - 環北駅17.06 km
- 中壢延伸線：環北駅 - 中壢駅2.06 km

## 概要

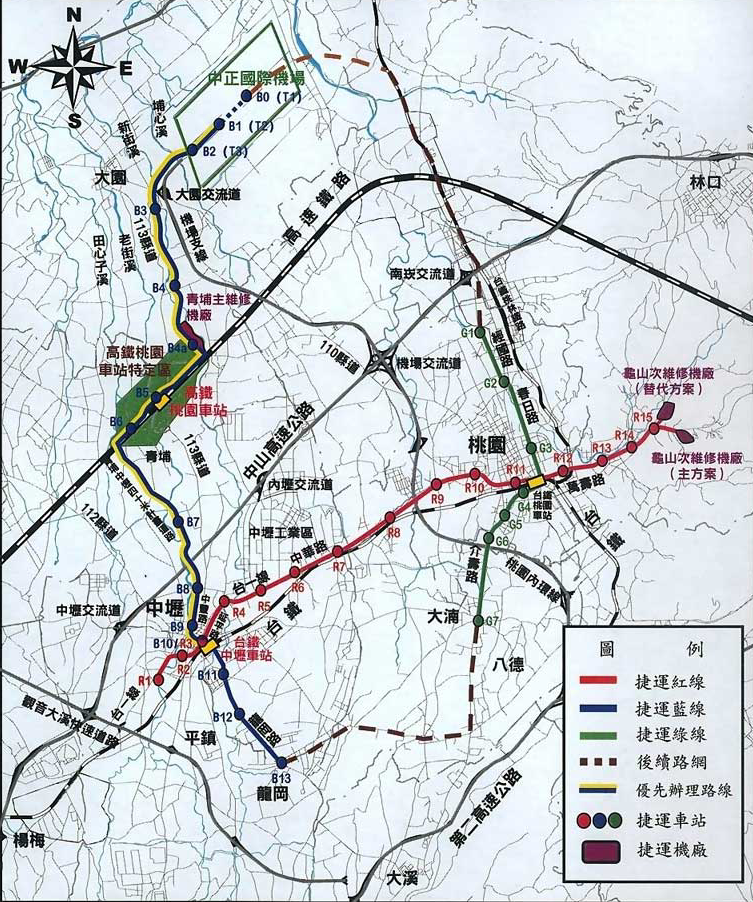
台湾省政府住宅及都市發展局が1993年に策定した桃園都会区大衆捷運系統路線図。

1989年に政府交通部による「桃園都会区大衆捷運系統」で構想された3路線の1つで、1993年に台湾省政府住宅及都市発展処が計画を策定した。この時点では中運量規格での全長20.8 km、中正機場 - 高鐵桃園駅（当時の候補地は桃園県八徳郷） - 台鐵中壢駅を結ぶ計画だった。
その後中央政府組織の再編を経て、交通部高速鉄路工程局が受け継いで策定された計画では中壢駅からさらに南方、桃園県中壢市の龍岡地区までを結ぶ22.25 km、14駅となった。
同年7月に行政院環境保護署から環境アセスメントの承認も得ていたが、予算不足により実現できないままだった。
環北以北の区間の本線は1990年代初期に台湾政府が計画を推進していたが、2000年代以降に中央政府の財政悪化で延期された後に、2003年に中央政府が民間によるBOT方式での整備に改められ、桃園機場捷運（桃園捷運機場線）として、かつて同様に中断されたゴムタイヤ方式で推進されていた中正機場捷運と統合、台北捷運と同じサードレールでの高運量規格で一体整備されることになった。。その後、桃園市街地から空港へのアクセス改善策として台鉄中壢駅とも接続するよう延伸計画が始動している。環北駅以南もしばらくは『藍線』名目で計画が進んでいたが、機場線開業を目前に控え、駅番号などは台北からの通し番号（A○○）となり、ラインカラーの採用も無くなっている。、空港以南に直通する普通車のカラーリングが青主体であったり、その後設立された桃園捷運公司の企業ロゴが青と紫であることが当路線の名残ともいえる。

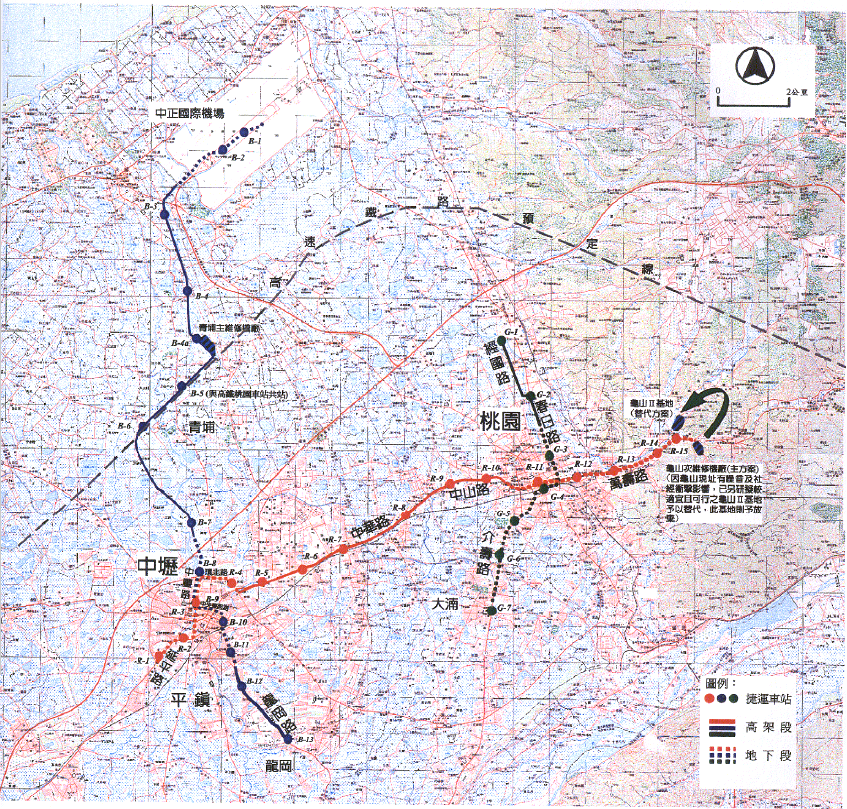
交通部高速鉄路工程局が2000年に策定した桃園都会区大衆捷運系統路線図。

### 路線
第1期区間（本線）は機場第二航廈駅から空港内地下を西進し、地上に出た後に高架で国道2号を越えた後に並行しながら南下、高鉄桃園駅付近で再度西進・高速鉄道に並行し、桃園国際棒球場付近で南下し環北駅に至る。桃園空港と高鉄桃園駅の連絡も担うことになる。
第二期区間（中壢延伸線）は環北駅からそのまま中豊路直下を南進し、永興公園付近で中正路に転じ、台鉄縦貫線地下を貫き、後駅側に中壢駅が設置される。この区間は空港・高鉄・台鉄を有機的に結び付ける役割を果たす。本線とともに桃園機場捷運の路線計画に統合された。
第三期路線として中壢駅からさらに南進し八徳区のニュータウン内に設置される八徳駅に至り、緑線と接続する2本の路線が計画されていたが、緑線の中壢延伸線に組みこまれ整備計画が進んでいる。

## 駅一覧

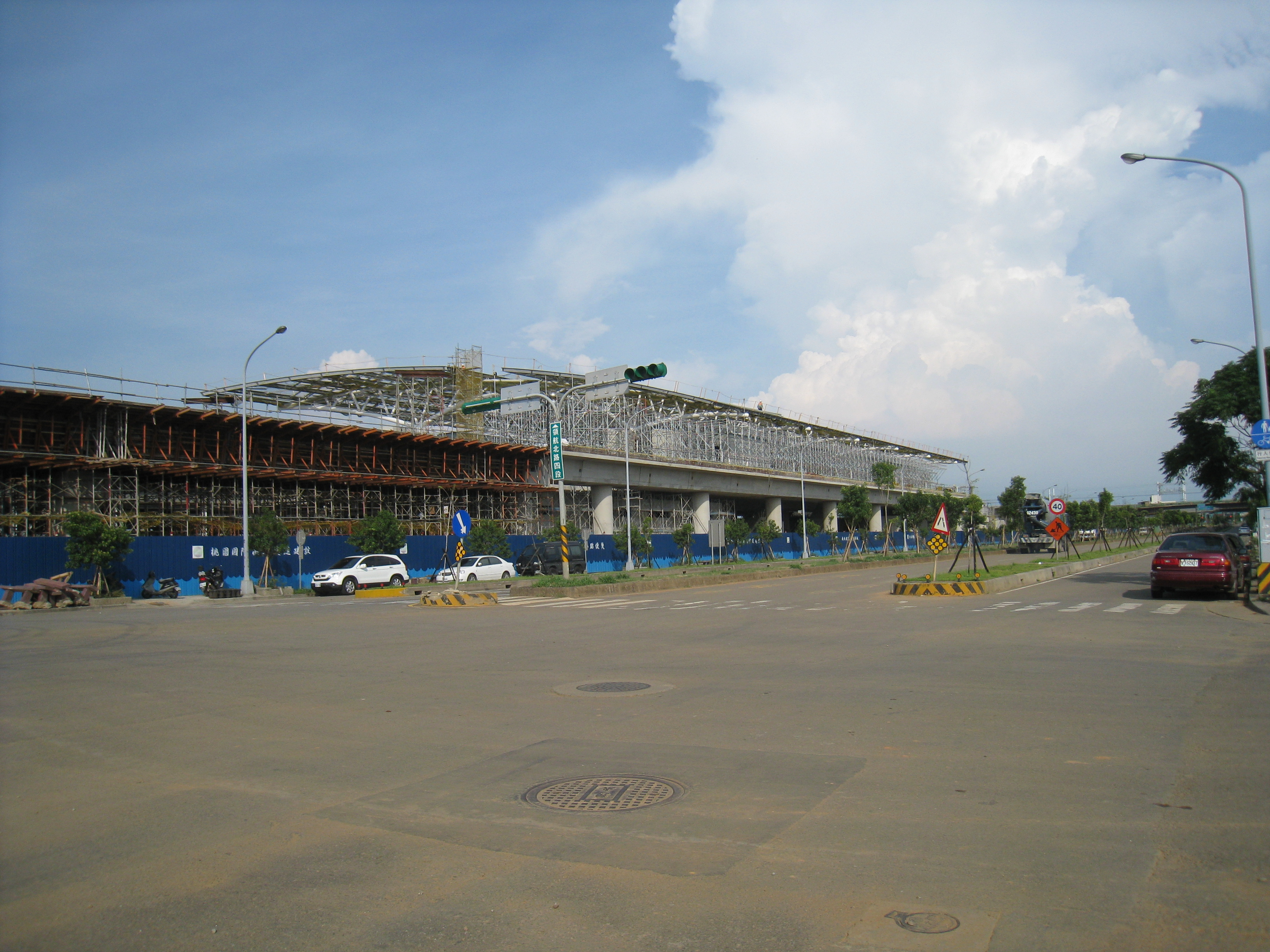
建設中の領航駅(2010年)

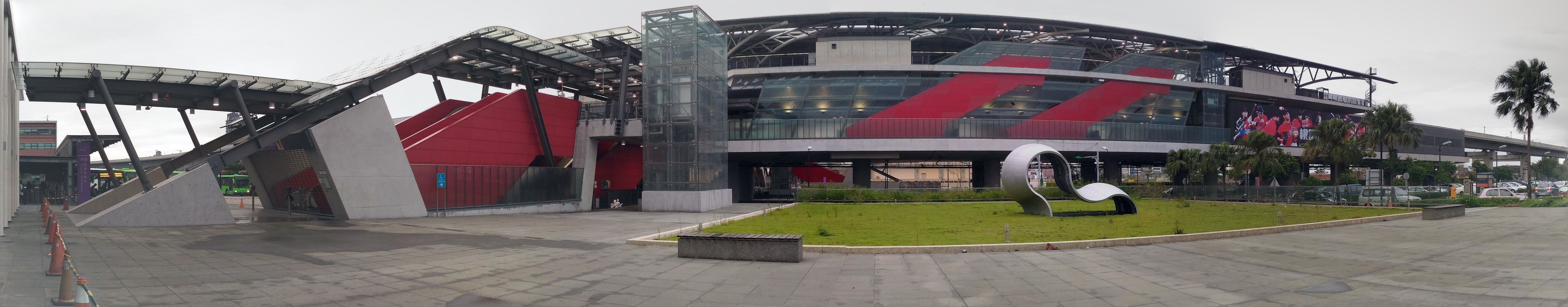
建設中の高鉄桃園駅

| 路 線                                                         | 駅番号   | 駅名           | 駅名                 | 駅名                        | 快速           | 手 荷 物                                         | 接続路線・備考      | 所在地 | 所在地 |
| 路 線                                                         | 駅番号   | 日本語         | 繁体字中国語         | 英語                        | 快速           | 手 荷 物                                         | 接続路線・備考      | 所在地 | 所在地 |
| ------------------------------------------------------------- | -------- | -------------- | -------------------- | --------------------------- | -------------- | ------------------------------------------------ | ------------------- | ------ | ------ |
| ↑■桃園機場捷運(機場線)機場第一航廈駅・台北車站駅方面直通予定↑ |          |                |                      |                             |                |                                                  |                     |        |        |
| 本 線                                                         | A13/B1   | 機場第二航廈駅 | 機場第二航廈站       | Airport Terminal 2 Station  | ●              | N/A                                              |                     | 桃園市 | 大園区 |
| 本 線                                                         | A14/B2   | 機場第三航廈駅 | 機場第三航廈站       | Airport Terminal 3 Station  | ●              | N/A                                              | 2020年ごろ開業予定  | 桃園市 | 大園区 |
| 本 線                                                         | A14a/B2a | 機場旅館駅     | 機場旅館站           | Airport Hotel Station       | 未運行予定区間 | \|                                               |                     | 桃園市 | 大園区 |
| 本 線                                                         | A15/B3   | 大園駅         | 大園站               | Dayuan Station              | 未運行予定区間 | \|                                               |                     | 桃園市 | 大園区 |
| 本 線                                                         | A16/B4   | 横山駅         | 橫山站               | Hengshan Station            | 未運行予定区間 | \|                                               | ■桃園捷運緑線(本線) | 桃園市 | 大園区 |
| 本 線                                                         | A17/B4a  | 領航駅         | 領航站               | Linghang Station            | 未運行予定区間 | \|                                               |                     | 桃園市 | 大園区 |
| 本 線                                                         | A18/B5   | 高鉄桃園駅     | 高鐵桃園站           | Taoyuan HSR Station         | 未運行予定区間 | ○                                                | ■台湾高速鉄道       | 桃園市 | 中壢区 |
| 本 線                                                         | A19/B6   | 桃園体育園区駅 | 桃園體育園區站       | Taoyuan Sports Park Station | 未運行予定区間 |                                                  |                     | 桃園市 | 中壢区 |
| 本 線                                                         | A20/B7   | 興南駅         | 興南站               | Xingnan Station             | 未運行予定区間 |                                                  |                     | 桃園市 | 中壢区 |
| 本 線                                                         | A21/B8   | 環北駅         | 環北站               | Huanbei Station             | 未運行予定区間 |                                                  | ■桃園捷運橘線       | 桃園市 | 中壢区 |
| 中 壢 延 伸 線                                                | A21/B8   | 環北駅         | 環北站               | Huanbei Station             | 未運行予定区間 |                                                  | ■桃園捷運橘線       | 桃園市 | 中壢区 |
| A22/B9                                                        | 老街渓駅 | 老街溪站       | Laojie River Station |                             | 未運行予定区間 |                                                  |                     | 桃園市 | 中壢区 |
| A23/B10                                                       | 中壢駅   | 中壢站         | Zhongli Station      |                             | 未運行予定区間 | 台湾鉄路管理局：縦貫線 ■桃園捷運緑線(中壢延伸線) |                     | 桃園市 | 中壢区 |